# Gordiichthys ergodes
Gordiichthys ergodes är en fiskart som beskrevs av Mccosker, Böhlke och Böhlke, 1989. Gordiichthys ergodes ingår i släktet Gordiichthys och familjen Ophichthidae. Inga underarter finns listade i Catalogue of Life.